# Thilo von Trotha (NS-Funktionär)

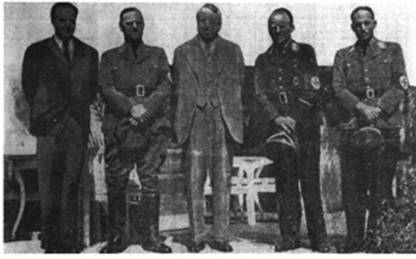
V. l. n. r.: William Randolph Hearst, Alfred Rosenberg, Karl Bömer, Trotha, Rosenbergs Adjutant (1934)

Thilo Ernst Hans Berndt von Trotha (* 12. April 1904 in Wilhelmshaven; † 24. Februar 1938 bei Friesack) war ein Intellektueller und Bürokrat, der in der Zeit des Nationalsozialismus als persönlicher Adjutant des Parteiideologen Alfred Rosenberg in führenden Positionen im Außenpolitischen Amt der NSDAP gearbeitet hat.

## Leben
Thilo von Trotha hatte seine Familienwurzeln im Baltikum. Als Kind erlebte er den Ersten Weltkrieg mit. Nach seinem Abitur begann er ein Studium der Musik. 1929 kam er nach München, wo er Musik- und Theaterkritiken für den Völkischen Beobachter schrieb. 1930 trat er der NSDAP (Mitgliedsnummer 237.699) bei. Spätestens 1932 wurde Trotha der Privat-Sekretär von Rosenberg.
Nach der „Machtergreifung“ der Nationalsozialisten begann er für Rosenberg im Außenpolitischen Amt der NSDAP (APA) zu arbeiten. Trotha übernahm im APA fortan die Führung des außenpolitischen Archivs und des Länderreferats „Norden“. Daneben wurde er Hauptschriftleiter der Nationalsozialistischen Monatshefte. 1934 publizierte er das Buch Die völkische Kunst, in dem er unter anderem schrieb: „Die heldische Sachlichkeit, verknüpft mit einem nordischen Schönheitsideal, wird der Untergrund eines neuen Zeitalters der bildenden Künste sein.“ Ab 1934 bis zu seinem Tod leitete Thilo von Trotha zudem das Sekretariat (Kanzlei Rosenberg). Seine Aufgabe als Privatsekretär war es, die gesamte Korrespondenz von Rosenberg als Chef des APA, als Reichsführer des Kampfbundes für deutsche Kultur (KfdK) sowie als Hauptschriftleiter des „Völkischen Beobachters“ (VB) zu bearbeiten.
Trotha war auch Verbindungsmann zu der dem APA angeschlossenen Nordischen Gesellschaft.
Am 24. Februar 1938 kam Thilo von Trotha durch einen Autounfall bei Friesack ums Leben. Nach seinem Tod wurde Werner Koeppen der neue Adjutant von Rosenberg.